# Муханово (Московская область)
Муханово — село (до 2004 года посёлок городского типа) в Сергиево-Посадском городском округе Московской области России.

## Население
| 1835 | 1850 | 1857 | 1859 | 1905 | 1959  | 1970  | 1979  |
| ---- | ---- | ---- | ---- | ---- | ----- | ----- | ----- |
| 23   | ↗24  | ↗75  | ↗110 | ↗251 | ↗1589 | ↘1496 | ↘1246 |
| 1989 | 2002 | 2006 | 2010 |      |       |       |       |
| ↘837 | ↘657 | ↘651 | ↘544 |      |       |       |       |

## География
Расположено на севере Московской области, в восточной части Сергиево-Посадского района, на реке Рассоловке, левом притоке Дубны, в 30 км к северу от Сергиева Посада.
В селе 9 улиц, приписано садоводческое товарищество. Связано автобусным сообщением с Сергиевым Посадом.

## История
Дата основания села Новинки-Круглышево относится к началу XV века, однако исторические сведения сохранились лишь от 1649 года, когда некто Медринской подал прошение царю Алексею Михайловичу о продаже пустошей Круглышево и Новинки.
В 1681 году тогдашним владельцем деревни — думным дьяком А. Я. Полянским, купившим имение в 1661 году, — была построена деревянная церковь Успения Пресвятой Богородицы.
В 1700 году владельцем села Новинки стал Ипат Калинович Муханов, происходивший из небогатых дворян. С этого времени в течение двух столетий Новинки стали родовым поместьем Мухановых.
В 1755 году были построены каменная церковь в честь Успения Пресвятой Богородицы и колокольня. По названию церкви и фамилии первовладельца село и поместье стали именоваться Успено-Мухановым. Приход состоял также из 12 деревень и двух заводов, расположенных от церкви на расстоянии до 6 вёрст.
В «Списке населённых мест» 1862 года Успенское (Новинки, Круглышево) — владельческое село 2-го стана Александровского уезда Владимирской губернии по левую сторону Ярославского шоссе от границы Дмитровского уезда к Переяславскому, в 35 верстах от уездного города и 19 верстах от становой квартиры, при речке Кунье, с пятью дворами, двумя православными церквями, заводом и 110 жителями (44 мужчины, 66 женщин).
Главное предприятие — стекольный завод (ныне не работает). В годы Великой Отечественной войны он изготовлял разнообразную посуду для пищевой и парфюмерной промышленности. Работники завода собрали на строительство авиаэскадрильи имени Фрунзе 8530 рублей, за что получили благодарность И. В. Сталина.
Указом Президиума Верховного совета РСФСР от 5 марта 1943 года в Загорский район из Владимирской области была передана территория стекольного завода «Красный факел» с жилым посёлком. Решением Мособлисполкома № 540 от 22 апреля 1943 года, утверждённым указом Президиума Верховного совета РСФСР от 14 мая 1943 года, жилой посёлок Муханово при стекольном заводе был отнесён к категории рабочих посёлков.
В 2004 году постановлением Губернатора Московской области преобразован в сельский населённый пункт — село Муханово — и включён в состав Наугольновского сельского округа.
С 2006 по 2019 год — в составе городского поселения Богородское Сергиево-Посадского района. С 2019 года — село Сергиево-Посадского городского округа.